# Oliver Schriver
Oliver Schriver   (Washington DC, 17 de desembre de 1879 - Washington DC, 28 de juny de 1947) va ser un tirador, irlandès de naixement, però estatunidenc d'adopció, que va competir a començaments del segle xx.
El 1920 va prendre part en els Jocs Olímpics d'Anvers, on disputà quatre proves del programa de tir. Guanyà tres medalles d'or, en carrabina, 50 metres per equips, rifle militar 300 i 600 metres, bocaterrosa equips i rifle militar 600 metres per equips.